# Little Inferno
『Little Inferno』（リトルインフェルノ）は、アメリカのゲーム開発会社Tomorrow Corporationが開発したパズルゲーム。Wii U、PC、iOS、Android、Nintendo Switch向けに配信されており、このうち欧米のWii U版は本体の発売日と同日（北米は2012年11月18日、欧州は同年11月30日）にリリースされた。
何でも燃やすことができる暖炉「リトルインフェルノ」に物をくべることで物語が進行し、プレイヤー自身やプレイヤー宛ての手紙を送る少女の置かれた状況、そして世界のありようが明らかになっていく様が描かれる。

## システム
本作では、カタログから物を注文して取り寄せ、それを暖炉に入れて燃やす、というのが基本的な流れとなる。
物の焼却後には「トゥモローコイン」や「トゥモロースタンプ」が現れ取得できる。コインは物の購入時のほか、新たなカタログの追加時やアイテムストック数（初期段階では4で最大7）の拡充時の支払いに用いる。スタンプは物を注文してから届くまでの待ち時間を即座に解消できる。
特定の物を同時に燃やすと「コンボ」状態となり、組み合わせがコンボリストに記録される。コンボの総数は日本語版以外では99（＋最後の1つ）だが、日本語版では300以上ありプレイ時にランダムで99種類（＋1）が選ばれる。これは、日本のWii U版の発売元である任天堂がローカライズするにあたり、日本文化を踏まえたコンボ（「十五夜のお月様」（月の兎伝説を反映）、「マシュマロ女子」など）を中心に大幅追加したことによる。

## 開発
本作の開発はパズルゲームの形式を含むアドベンチャーゲーム『My Fireplace』として開始され、完成までの期間を6か月と見積もっていた。開発当初の段階では、暖炉の要素はアイデアの一部分（開発者のKyle Greyいわく、全体の45％）に過ぎず、ゲームの構成は複数の地域からなる広大な世界を舞台とするというものだったが、開発を進めるにつれて規模が肥大化し、開発陣は次第に行き詰まりを感じるようになった。そうした中、新型ゲーム機Wii Uの情報が発表され、Tomorrow CorporationはWii U発売に合わせて本作をリリースするためゲーム内容を大幅に縮小することを決断、これにより、コンボシステムや物を燃やすことの楽しみなどを掘り下げることに繋がった。開発期間は結果的に2年半を要した。
本作の着想のきっかけとして、Kyle Greyは、Amazonプライムからの荷物の配送、および、クリスマスイブやクリスマスの朝に暖炉の映像を数時間にわたり流し続けるアメリカのテレビ番組『The Yule Log』を挙げている。

## 評価
- 2013 Independent Games Festival[20]
  - Tech Excellence 受賞
  - Grand Prize ノミネート
  - Nuovo Award ノミネート